# Antonius van der Linde
Antonius van der Linde (Haarlem, 14 november 1833 – Wiesbaden, 12 augustus 1897) was een Nederlandse historicus, bibliothecaris en theoloog. Hij geldt als de eerste wetenschappelijke onderzoeker van de geschiedenis van het schaakspel.

## Levensloop

### Theoloog
Antonius van der Linde was de zoon van een doopsgezinde zadelmaker. Hij volgde op kosten van de kerk middelbaar onderwijs met als doel om zendeling te worden, maar hij verliet al na korte tijd de zendingsopleiding van het Nederlandsch Zendeling Genootschap. Uiteindelijk werd hij in 1853 onderwijzer te Amsterdam. Hier kwam hij in aanraking met het Réveil, een orthodox-protestantse opwekkingsbeweging. Van der Linde besloot daarop in 1855 theologie te gaan studeren in Leiden. Doordat hij een morele misstap beging, moest hij zijn studie een jaar later al afbreken.
Na zijn studie ging Van der Linde over tot de afgescheidenen en probeerde bij hun gemeente in Amsterdam predikant te worden. Dat mislukte omdat zijn Leidse verleden hem achterhaalde. In een aantal pamfletten deed Van der Linde zich kennen als een rechtlijnig, compromisloos en wat abstract dogmatisch theoloog. In 1859 stichtte hij in Amsterdam een eigen gemeente, nadat hij zonder succes had geprobeerd over te gaan naar de Ledeboeriaanse Gemeenten. Hij noemde zichzelf predikant. De compromisloze Van der Linde was echter niet in staat om hier rust en eenheid te bewaren en in 1861 vluchtte hij naar Duitsland.
In Duitsland ging Van der Linde in Göttingen filosofie en geschiedenis studeren. Een jaar later promoveerde hij op een dissertatie over Spinoza's invloed in Nederland. Hierna hield Van der Linde zich nog af en toe bezig met theologische kwesties. Zo bestreed hij in 1865 de moderne predikant Hooykaas Herderscheê. Later schreef hij nog enkele historische publicaties over kerkelijke dwarsliggers als David Joris, Michael Servet, Balthasar Bekker en Antoinette Bourignon. Van der Linde was toen inmiddels vrijzinnig geworden en koos bijvoorbeeld in zijn Servet-studie expliciet positie tegen Calvijn.

### Historicus
Na zijn promotie vestigde Van der Linde zich op het landhuis Winkelsteeg in Hatert bij Nijmegen waar hij zich vooral met het verzamelen van boeken en de geschiedenis van het schaakspel ging bezighouden. Zijn eerste boek hierover verscheen in 1865, De schaakpartijen van Gioachino Greco. In 1867 ging hij in Den Haag wonen. Daar publiceerde hij in 1869 en 1870 in De Nederlandsche Spectator van Carel Vosmaer een reeks artikelen over het ontstaan van de boekdrukkunst, "De Costerlegende". Van der Linde ontkrachtte de Nederlandse mythe dat deze zou zijn uitgevonden door de Haarlemmer Laurens Janszoon Coster en stelde dat de Duitser Johannes Gutenberg de echte uitvinder was. Dit leverde hem in zijn moederstad en in heel Nederland weinig sympathie op. Toen hij bovendien in een liefdesaffaire verstrikt raakte, besloot hij in 1871 opnieuw naar Duitsland te vluchten. Hij ging naar Berlijn om met het oog op zijn schaakstudies Sanskriet te leren. In 1874 publiceerde hij daar zijn voornaamste werk over de geschiedenis van het schaakspel, Geschichte und Litteratur des Schachspiels, dat nog steeds als een standaardwerk geldt.
In hetzelfde jaar keerde hij naar Nederland terug en vestigde hij zich in Arnhem. In die periode zou W.J.L. Verbeek zijn taak als hoofdredacteur van Sissa, schaaktijdschrift van de Nederlandsche Schaakbond, neerleggen. Van der Linde werd gevraagd die taak over te nemen. Zeer kritisch over het werk van zijn voorganger, accepteerde Van der Linde de functie onder voorwaarde dat het tijdschrift tot De Schaakwereld herdoopt zou worden. Immer de compromis- en tactloze ruziemaker, maakte hij al gauw vijanden met de bond, die hij openlijk en in niet mis te verstane termen in hun eigen tijdschrift bekritiseerde. Een jaar later moest hij derhalve alweer een streep onder deze onderneming zetten.
In 1875 publiceerde Van der Linde Het Schaakspel in Nederland. In datzelfde jaar ging de Amsterdamse bank waar hij zijn vermogen belegd had failliet. Om aan inkomsten te geraken verkocht Van der Linde in 1876 zijn verzamelingen van boeken over Spinoza (166 titels) en het schaakspel (800 titels en manuscripten) aan de Koninklijke Bibliotheek te Den Haag. De schaakboekencollectie vormt samen met die van Meindert Niemeijer de basis voor de Bibliotheca Van der Linde-Niemeijeriana, een van de grootste verzamelingen van schaakboeken ter wereld.

### Bibliothecaris
In 1876 ging Van der Linde opnieuw naar Duitsland. Hij werd hoofdbibliothecaris aan de Koninklijke Bibliotheek te Wiesbaden. Zijn verdediging van Gutenberg en zijn pro-Duitse houding tijdens de Frans-Duitse Oorlog van 1870-'71 speelden een belangrijke rol bij deze benoeming. Beide waren door Van der Linde in de publiciteit genoemd als de redenen voor zijn vlucht in 1871.
In zijn Wiesbadense tijd schreef Van der Linde een groot aantal studies. In 1881 verschenen twee belangrijke schaakhistorische werken, Das erste Jartausend[sic] der Schachlitteratur en Quellenstudien zur Geschichte des Schachspiels. In 1886 kreeg hij voor zijn Geschichte der Erfindung der Buchdruckkunst, waarin hij nogmaals de voorrang van Duitsland boven Nederland verdedigde, de titel "Professor" toegekend. Ook schreef hij een studie over de vondeling Kaspar Hauser, Kaspar Hauser, eine neugeschichtliche Legende, die in 1887 verscheen.
Hij verwaarloosde echter zijn bibliotheekwerk ten gunste van eigen onderzoek, waarop hij in 1894 vervroegd met pensioen gestuurd werd. Na zijn pensionering vereenzaamde de zeer polemisch ingestelde Van der Linde. Hij overleed in 1897 onder desolate omstandigheden.

### Schaker
Behalve dat Van der Linde als historicus en bibliothecaris bijgedragen heeft aan het in kaart brengen van de geschiedenis van het schaakspel, was hij zelf ook een verdienstelijke speler, hoewel hij zijn eigen spelkwaliteit schromelijk leek te overschatten.
In 1875 werd de een jaar eerder opgerichte schaakvereniging in Winschoten met zijn instemming naar hem genoemd.

## Publicaties
- Spinoza. Seine Lehre und deren erste Nachwirkungen in Holland. Dissertation Universität, Göttingen 1862
- De schaakpartijen van Gioachino Greco, Nijmegen 1865
- De Haarlemsche Costerlegende wetenschappelijk onderzocht, 's-Gravenhage 1870 (vertaald in het Frans en het Engels)
- Das Schachspiel des 16. Jahrhunderts, Berlijn 1873
- Geschichte und Litteratur des Schachspiels, 2 delen, Berlijn 1874
- De Schaakwerld - Tijdschrift voor het Schaakspel, 1875, Van Tussenbroek, Wijk bij Duurstede
- De kerkvaders der schaakgemeente. Uit het latijn, spaansch, italiaansch, fransch, engelsch en duitsch vertaald en systematiesch bewerkt, 1875
- Het schaakspel in Nederland, Utrecht 1875[4]
- Leerboek van het schaakspel, 1876
- Gutenberg. Geschichte und Erdichtung aus den Quellen nachgewiesen, Stuttgart 1878
- Das erste Jartausend der Schachlitteratur, Berlijn 1881
- Quellenstudium zur Geschichte des Schachspiels, Berlin 1881
- Geschichte der Erfindung der Buchdruckerkunst, 3 delen, Berlijn 1886
- (de)  Kaspar Hauser. Eine neugeschichtliche Legende (2 delen), Wiesbaden: Limbarth, 1887[5]

- Bibsys: 90363116
- Biblioteca Nacional de España: XX1344450
- Bibliothèque nationale de France: cb10595969j (data)
- Biografisch Portaal: 61222485
- Catàleg d'autoritats de noms i títols de Catalunya: 981058508957206706
- CiNii: DA11631535
- Digitale Bibliotheek voor de Nederlandse Letteren: lind003
- Gemeinsame Normdatei: 117015288
- International Standard Name Identifier: 0000 0001 2319 8441
- Library of Congress Control Number: n87819743
- Nationale Bibliotheek van Tsjechië: jo20181010046
- Nationale bibliotheek van Australië: 36016769
- Nationale Bibliotheek van Israël: 987007264498905171
- Nederlandse Thesaurus van Auteursnamen: 06835665X
- Réseau des bibliothèques de Suisse occidentale: 02-A012354938
- Système universitaire de documentation: 081995121
- Trove: 1187167
- Virtual International Authority File: 10612068
- WorldCat: E39PBJt8ddYj678MgT3bp3X8G3